# Wishcraft
Pour plus de détails, voir Fiche technique et Distribution.
Wishcraft  est un film d'horreur américain réalisé par Richard Wenk et Danny Graves, sorti  en 2002. 

## Synopsis
Brett Bumpers est un jeune homme tout ce qu'il y a de plus ordinaire jusqu'au jour où il reçoit, dans sa boite aux lettres, un étrange objet lui permettant de réaliser trois vœux. Ainsi s'emploie-t-il à souhaiter que la fille de ses rêves tombe amoureuse de lui. Mais la situation idyllique tourne au cauchemar quand des étudiants de son lycée commencent à être massacrés un à un.

## Fiche technique
- Titre : Wishcraft
- Réalisation : Richard Wenk et Danny Graves
- Scénario : Larry Katz
- Musique : J. Peter Robinson
- Photographie : Suki Medencevic
- Production : Larry Katz et Jeanne Van Cott
- Société de production : Gold Circle Films
- Sociétés de distribution : Wishcraft LLC (États-Unis) ; SND Films (France)
- Pays d'origine :  États-Unis
- Genres : Horreur
- Durée : 95 minutes
- Dates de sortie   :  
  - États-Unis : 24 février 2002
  - France : 25 septembre 2002
- Interdit aux moins de 12 ans

## Distribution
- Michael Weston (VF : Adrien Antoine) : Brett Bumpers
- Alexandra Holden (VF : Julie Turin) : Samantha Warren
- Huntley Ritter (VF : Serge Faliu) : Cody
- A.J. Buckley (VF : Lionel Melet) : Howie
- Austin Pendleton : Mr. Turner
- Meat Loaf : détective Sparky Shaw
- Gregory Cooke (VF : Constantin Pappas) : détective Jeff Bauer
- Sam McMurray (VF : Guy Chapellier) : le père de Brett
- Allyce Beasley : la mère de Brett
- Evan Jones (VF : David Kruger) : Eddie
- Sara Downing (VF : Barbara Kelsch) : Desiree
- Charlie Talbert : Jimbo
- Alexandra Breckenridge : Kristie